# وادي العبيد (تونس)
وَادِي العَبِيد وادي يسيل بولاية نابل بالشمال الشرقي التونسي، ويصب بالساحل الشمالي الغربي للوطن القبلي. يقع عليه سد وادي العبيد.

### مواضيع ذات علاقة
- سد وادي العبيد.